# Campeonato Mundial de Ciclismo en Pista de 1937

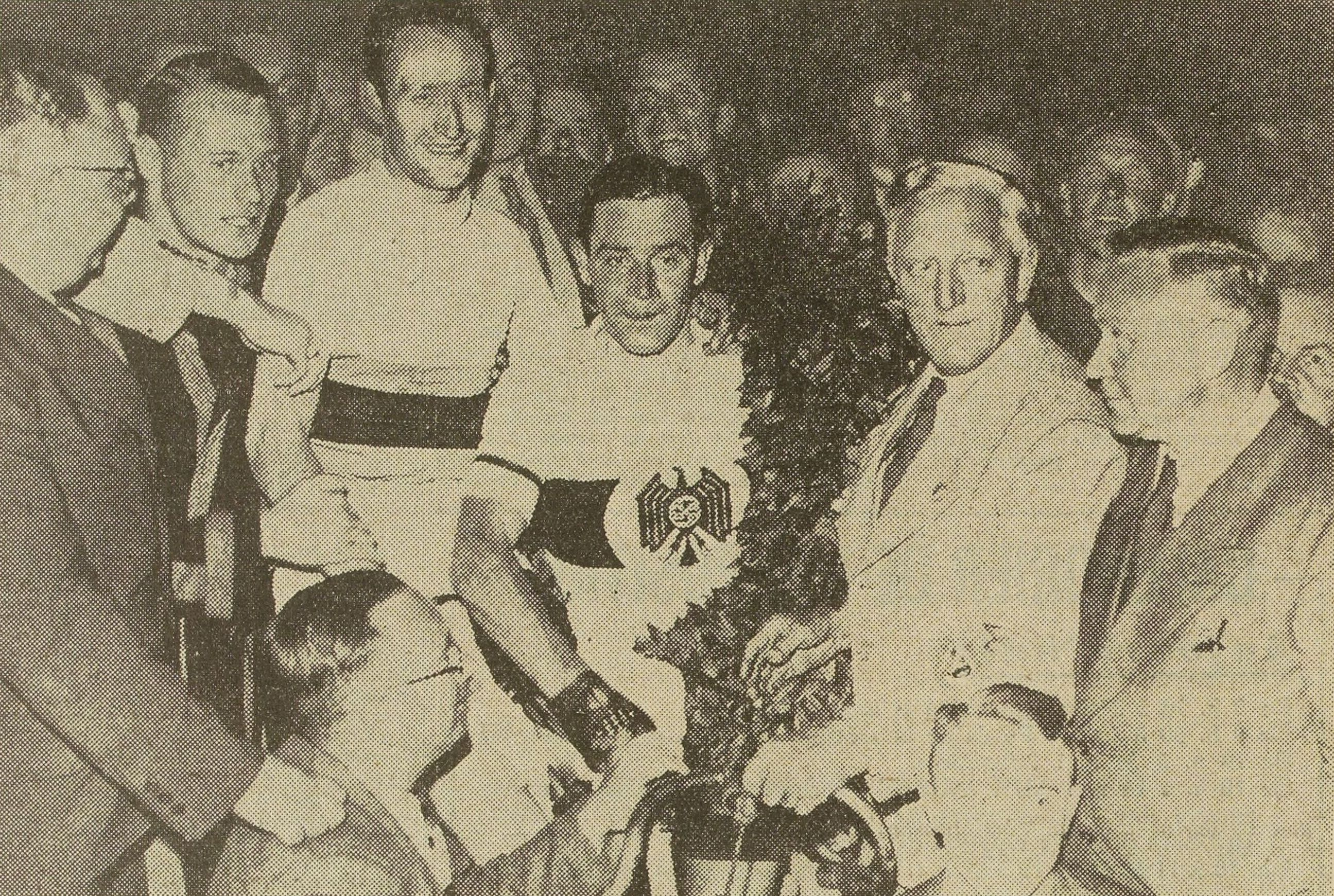
En el Velódromo de Ordrup, tras la victoria de Walter Lohmann.

El XL Campeonato Mundial de Ciclismo en Pista se celebró en Copenhague (Dinamarca) entre el 21 y el 29 de agosto de 1937 bajo la organización de la Unión Ciclista Internacional (UCI) y la Federación Danesa de Ciclismo.
Las competiciones se realizaron en el Velódromo de Ordrup de la capital danesa. En total se disputaron 3 pruebas, 2 para ciclistas profesionales y 1 para ciclistas amateur.

## Medallistas

### Profesional
| Evento               | Oro                       | Plata                         | Bronce                  |
| -------------------- | ------------------------- | ----------------------------- | ----------------------- |
| Velocidad individual | Joseph Scherens · Bélgica | Arie van Vliet · Países Bajos | Albert Richter Alemania |
| Medio fondo          | Walter Lohmann Alemania   | Ernest Terreau Francia        | Adolf Schön Alemania    |

### Amateur
| Evento               | Oro                                | Plata                  | Bronce                      |
| -------------------- | ---------------------------------- | ---------------------- | --------------------------- |
| Velocidad individual | Johan van de Vijver · Países Bajos | Pierre Georget Francia | Hendrik Ooms · Países Bajos |

## Medallero
| Núm. | País         | Oro | Plata | Bronce | Total |
| ---- | ------------ | --- | ----- | ------ | ----- |
| 1    | Países Bajos | 1   | 1     | 1      | 3     |
| 2    | Alemania     | 1   | 0     | 2      | 3     |
| 3    | Bélgica      | 1   | 0     | 0      | 1     |
| 4    | Francia      | 0   | 2     | 0      | 2     |
|      | TOTAL        | 3   | 3     | 3      | 9     |